# Simple Dreams
『Simple Dreams』（シンプル・ドリームス）は、1994年11月21日にリリースされた小室みつ子の8枚目のアルバムである。

## 内容
自身が作詞を手掛け提供したTM NETWORKのセルフカバーを中心としたアルバムとなっており、全9曲中オリジナル曲は2曲のみとなっている。

## 収録曲
- 全編曲：京田誠一

1. 夢のちから
  - 作詞・作曲：小室みつ子

本作オリジナル曲
2. Get Wild
  - 作詞：小室みつ子、作曲：小室哲哉

TM NETWORKの10thシングル曲
3. Confession 告白
  - 作詞：西門加里、作曲：木根尚登

TM NETWORKの3rdアルバム「GORILLA」の4曲目
4. Nights Of The Knife
  - 作詞：小室みつ子、作曲：小室哲哉

TM NETWORKの28thシングル曲
5. Resistance
  - 作詞：小室みつ子、作曲：小室哲哉

TM NETWORKの12thシングル曲
6. 百億の出会いよりも
  - 作詞・作曲：小室みつ子

本作オリジナル曲
7. Fool On The Planet
  - 作詞：小室みつ子、作曲：木根尚登

TM NETWORKの4thアルバム「Self Control」の9曲目
8. Winter Comes Around 冬の一日
  - 作詞：小室みつ子、作曲：木根尚登

TM NETWORKの6thアルバム「CAROL」の9曲目
9. Nights Of The Knife (Brother & Sister Version)
  - 作詞：小室みつ子、作曲：小室哲哉

TM NETWORKの28thシングル曲のリミックスバージョン